# العلاقات الإكوادورية السويسرية
العلاقات الإكوادورية السويسرية هي العلاقات الثنائية التي تجمع بين الإكوادور وسويسرا.

## مقارنة بين البلدين
هذه مقارنة عامة ومرجعية للدولتين:
| وجه المقارنة                                              | الإكوادور                      | سويسرا                                                                                      |
| --------------------------------------------------------- | ------------------------------ | ------------------------------------------------------------------------------------------- |
| المساحة (كم2)                                             | 283.56 ألف                     | 41.28 ألف                                                                                   |
| عدد السكان (نسمة)                                         | 16.62 مليون                    | 8.21 مليون                                                                                  |
| الكثافة السكانية (ن./كم²)                                 | 58.61                          | 198.89                                                                                      |
| العاصمة                                                   | كيتو                           | برن                                                                                         |
| اللغة الرسمية                                             | اللغة الإسبانية، كيشوا ‏، شوار ‏ | اللغة الألمانية، اللغة الإيطالية، لغة فرنسية، اللغة الرومانشية، الألمانية السويسرية الموحدة |
| العملة                                                    | دولار أمريكي، سوكري إكوادوري   | فرنك سويسري                                                                                 |
| الناتج المحلي الإجمالي (بليون دولار)                      | 103.06 مليار                   | 678.89 مليار                                                                                |
| الناتج المحلي الإجمالي (تعادل القوة الشرائية) بليون دولار | 185.24 مليار                   | 518.07 مليار                                                                                |
| الناتج المحلي الإجمالي الاسمي للفرد دولار أمريكي          | 6.21 ألف                       | 80.94 ألف                                                                                   |
| الناتج المحلي الإجمالي للفرد دولار أمريكي                 | 11.37 ألف                      | 59.54 ألف                                                                                   |
| مؤشر التنمية البشرية                                      | 0.746                          | 0.930                                                                                       |
| رمز المكالمات الدولي                                      | +593                           | +41                                                                                         |
| رمز الإنترنت                                              | .ec                            | .ch، .swiss ‏                                                                                |
| المنطقة الزمنية                                           | 00                             | توقيت وسط أوروبا، ت ع م+01:00، ت ع م+02:00، أوروبا/زيورخ ‏                                   |

## منظمات دولية مشتركة
يشترك البلدان في عضوية مجموعة من المنظمات الدولية، منها:
| علم المنظمة | اسم المنظمة                        | تاريخ انضمام الإكوادور | تاريخ انضمام سويسرا |
| ----------- | ---------------------------------- | ---------------------- | ------------------- |
|             | مؤسسة التمويل الدولية              | 20 يوليو 1956          | 29 مايو 1992        |
|             | منظمة حظر الأسلحة الكيميائية       | ?                      | ?                   |
|             | يونسكو                             | 22 يناير 1947          | 28 يناير 1949       |
|             | الاتحاد الدولي للاتصالات           | 17 أبريل 1920          | 1866                |
|             | الأمم المتحدة                      | 21 ديسمبر 1945         | 10 سبتمبر 2002      |
|             | منظمة الشرطة الجنائية الدولية      | ?                      | ?                   |
|             | البنك الدولي للإنشاء والتعمير      | 28 ديسمبر 1945         | 29 مايو 1992        |
|             | الاتحاد البريدي العالمي            | ?                      | ?                   |
|             | مؤسسة التنمية الدولية              | 7 نوفمبر 1961          | 29 مايو 1992        |
|             | منظمة التجارة العالمية             | ?                      | ?                   |
|             | الفريق المعني برصد الأرض           | ?                      | ?                   |
|             | وكالة ضمان الاستثمار متعدد الأطراف | 12 أبريل 1988          | 12 أبريل 1988       |

## وصلات خارجية
- موقع وزارة الخارجية الإكوادورية
- موقع وزارة الخارجية السويسرية